# 放駒四郎兵衛
放駒 四郎兵衛（はなれごま しろべえ、生没年不詳）は、江戸時代前期に実在したとされる日本の侠客である。夢市郎兵衛（夢の市郎兵衛）の実兄であり、幡随院長兵衛の子分として知られる。
放れ駒 四郎兵衛（読み同）、放駒の四郎兵衛（はなれごま の しろべえ）とも表記される。

## 人物・来歴
生年月日・生地ともに不詳である。一般に長兵衛よりは年長と考えられ、江戸・浅草花川戸（現在の東京都台東区花川戸）出身と考えられている。当初は力士であったが、引退して植木屋をやっていたところ、実弟・夢の市郎兵衛の侠客としての売り出すとともに、自らも侠客の道に進んだ、という。弟とともに幡随院長兵衛の子分となり、長兵衛四天王八天下の1人に数えられる。
1657年8月27日（明暦3年7月18日）、水野十郎左衛門（水野成之）に長兵衛が殺され、この仇討ちをしようとするが、捕らえられて処刑されたという。正確な没年月日は不明である。水野はその後、1664年4月23日（寛文4年3月27日）に切腹処分になった。

## 角界との繋がり
『関東侠客伝』では夢市郎兵衛の義兄弟として初代横綱として知られる明石志賀之助が登場し、明石が勧進元となって江戸勧進相撲が始められたとされる。また、本人も元は力士であるため、角界とは繋がりがある。このことから、年寄名跡『放駒』の由来となったとする説がある。

## 伝説・物語
桜田治助 (初代)（1734年 – 1806年）が1769年（明和6年）に書いた『江戸花陽向曽我』に、「放駒四郎兵衛 実ハ鬼王新左衛門」として登場する。市村座で大谷廣次 (3代目)（1746年 – 1802年）がこれを演じ、同年、一筆斎文調が描いた。歌川国明は、1861年（文久元年）10月、四代目中村芝翫を『放駒四郎兵衛 中村芝翫』として描き、一寿斎国政（四代目 歌川国政、1848年 - 1920年）は、大島運四郎、幡随院長兵衛、まむしの治兵衛（真虫次兵衛）、白柄重右衛門とともに5人を1枚に描いた。三代目歌川豊国（歌川国貞、1786年 - 1865年）も、長兵衛とその子息・長松とともに3人を1枚に描いた。
1916年（大正5年）2月、岡本綺堂が書いた『番町皿屋敷』が初演され、六代目市川寿美蔵（三代目市川壽海）が四郎兵衛を演じた。この初演でのほかの配役は、青山播磨を二代目市川左團次、腰元お菊を二代目市川松蔦、柴田十太夫を市川左升、権次を二代目市川荒次郎が演じた。同作に登場する四郎兵衛のキャラクターは、お菊の相手役・青山播磨を白柄組の旗本奴と設定したために、対立する町奴として登場するのである。

## テアトログラフィ
歌舞伎で「放駒四郎兵衛」を演じたおもな俳優の一覧である。生誕順。
- 三代目 大谷廣次 （1746年 – 1802年） - 『江戸花陽向曽我』初演
- 四代目 中村芝翫 （1831年 - 1899年）
- 三代目 市川壽海 （1886年 - 1971年）- 『番町皿屋敷』初演
- 初代 市川猿翁 （1888年 - 1963年） - 『番町皿屋敷』
- 四代目 坂東秀調 （1901年 – 1985年） - 『男達ばやり』
- 三代目 河原崎権十郎 （1918年 - 1998年） - 『番町皿屋敷』麹町山王下の場
- 六代目 中村東蔵 （1938年 - ） - 『番町皿屋敷』番町青山家の場
- 六代目 尾上松助 （1946年 - 2005年） - 『男達ばやり』元の不忍池畔の場
- 二代目 尾上緑也  - 『番町皿屋敷』麹町山王下の場
- 九代目 市川團蔵 （1951年 - ） - 『番町皿屋敷』番町青山家の場
- 三代目 中村吉之助 （1967年 - ） - 『番町皿屋敷』番町青山家の場
- 初代 坂東功一 （1968年 - ） - 『番町皿屋敷』番町青山家の場
- 六代目 市川新蔵 （1956年 - ） - 『番町皿屋敷』番町青山家の場

## フィルモグラフィ
日本映画データベース、キネマ旬報映画データベース等にみられる「放れ駒四郎兵衛」（放駒四郎兵衛）の登場する劇映画一覧である。末尾の俳優が四郎兵衛を演じた。
- 『番町皿屋敷』 : 監督冬島泰三、原作岡本綺堂、製作松竹下加茂撮影所、配給松竹キネマ、1937年11月1日公開 - 山路義人
- 『大江戸五人男』 : 監督伊藤大輔、製作松竹京都撮影所、配給松竹、1951年11月22日公開 - 小堀明男
- 『素浪人忠弥』 : 監督佐伯清、製作東映京都撮影所、配給東映、1957年8月20日公開 - 沢村宗之助
- 『命を賭ける男』 : 監督加戸敏、製作大映京都撮影所、配給大映、1958年4月29日公開 - 清水元
- 『花の幡随院』 : 監督大曾根辰保、製作松竹京都撮影所、配給松竹、1959年9月13日公開 - 大友富右衛門
- 『旗本と幡随院 男の対決』 : 監督深田金之助、製作東映京都撮影所、配給東映、1960年4月12日公開 - 津村礼司
- 『江戸っ子繁昌記』 : 監督マキノ雅弘、製作東映京都撮影所、配給東映、1961年8月26日公開 - 近江雄二郎
- 『花のお江戸の無責任』 : 監督山本嘉次郎、製作・配給東宝、1964年12月20日公開 - 安田伸
- 『幡随院長兵衛お待ちなせえ』 : 監督井上昭・松森健・丸山誠治・松林宗恵・清水勝也、東宝/俳優座映画放送/毎日放送、1974年4月5日 - 同年10月4日放映 - 北城寿太郎
- 『日本巌窟王』 : 監督岸田利彦・高野喜世志・松本美彦・田中賢二・池村憲章、脚本小野田勇、1979年1月10日 - 同年6月27日放映 - 団巌
- 『風雲江戸城 怒涛の将軍徳川家光』 : 監督松尾昭典、テレビ東京/東映、1987年1月2日放映 - 成瀬正孝